# American Society of Miniature Painters

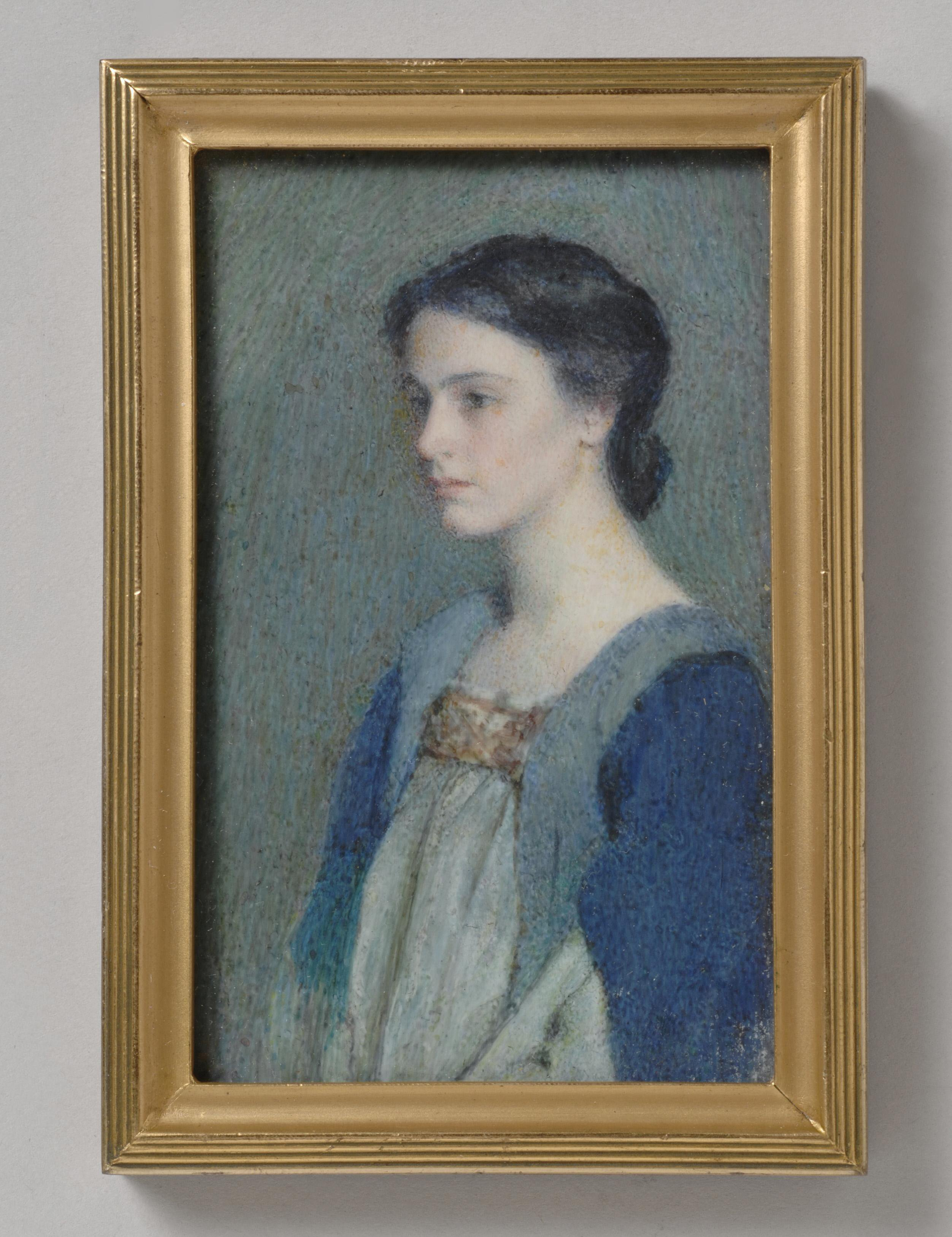
Alice Beckington (1868–1942): Selbstporträt, Study in Blues and Greens, um 1900. Philadelphia Museum of Art

Die American Society of Miniature Painters (ASMP) war eine Vereinigung von Miniaturmalern in den Vereinigten Staaten, die im März 1899 gegründet wurde.

## Geschichte der ASMP
Die American Society of Miniature Painters wurde von zehn Künstlern gegründet, darunter Virginia Richmond Reynolds, Isaac A. Josephi, William Jacob Baer, Alice Beckington, Lucia Fairchild Fuller, Laura Coombs Hills, John A. McDougall, Theodora W. Thayer, Lydia Field Emmet und William J. Whittemore. Ziel der Gesellschaft war es, die Kunst der Miniaturmalerei zu fördern und ihre Qualität zu sichern. Die erste Ausstellung fand im Januar 1900 in der Knoedler Gallery in New York City statt. In den folgenden Jahren organisierte die ASMP regelmäßig Ausstellungen, die bis 1930 andauerten. Danach fanden gelegentlich Ausstellungen in den Grand Central Art Galleries statt.

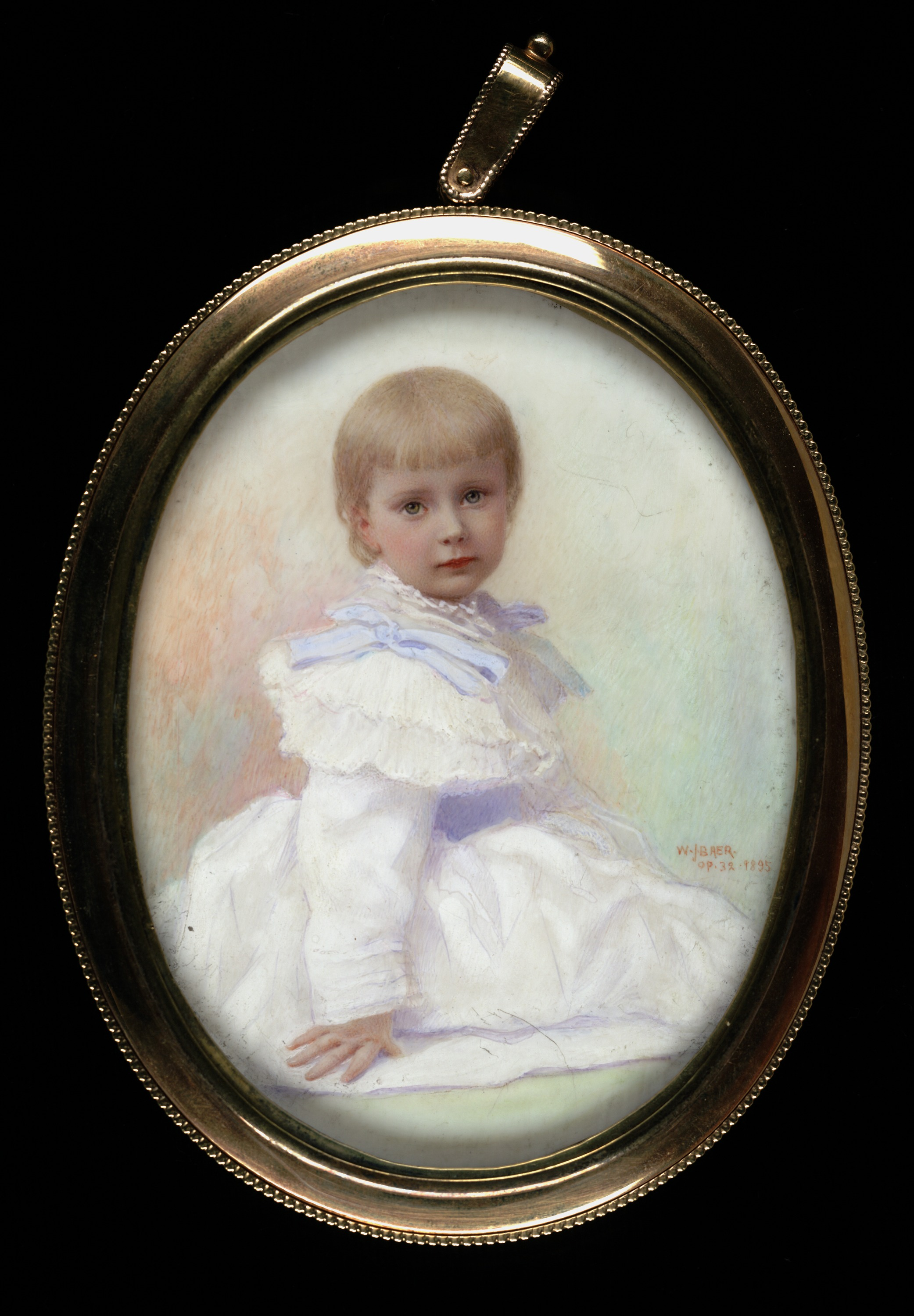
William Jacob Baer: Elizabeth Kendall, zwischen 1895 und 1897. Smithsonian American Art Museum

1950 wurde das 50-jährige Bestehen der Gesellschaft mit einer Sonderausstellung gefeiert, die in Zusammenarbeit mit dem Metropolitan Museum of Art und dem Smithsonian American Art Museum organisiert wurde. Die Ausstellung umfasste 248 Werke von 150 Künstlern. Die ASMP spielte eine wichtige Rolle bei der Wiederbelebung der Miniaturmalerei in Amerika und beeinflusste die Gründung anderer Gesellschaften, wie die der Pennsylvania Society of Miniature Painters im Jahr 1901.

## Geschichte der Miniaturmalerei in den USA im 20. Jahrhundert
Die Miniaturmalerei, eine Kunstform, die häufig in Aquarell auf Elfenbein ausgeführt wurde, erlebte in den Vereinigten Staaten zwischen dem Ende des 19. und der ersten Hälfte des 20. Jahrhunderts eine Renaissance. Während Miniaturporträts in Europa bereits seit dem 16. Jahrhundert und in Nordamerika seit dem 18. Jahrhundert verbreitet waren, wurde ihre Popularität durch die Entwicklung der Fotografie im 19. Jahrhundert stark beeinträchtigt. Eine kleine Gruppe amerikanischer Künstler belebte die Tradition in den 1890er Jahren neu, indem sie das Themenspektrum erweiterten und moderne Maltechniken integrierten, dabei aber die handwerkliche Meisterschaft und die traditionellen Materialien beibehielten.

### Die Rolle der Art Students League

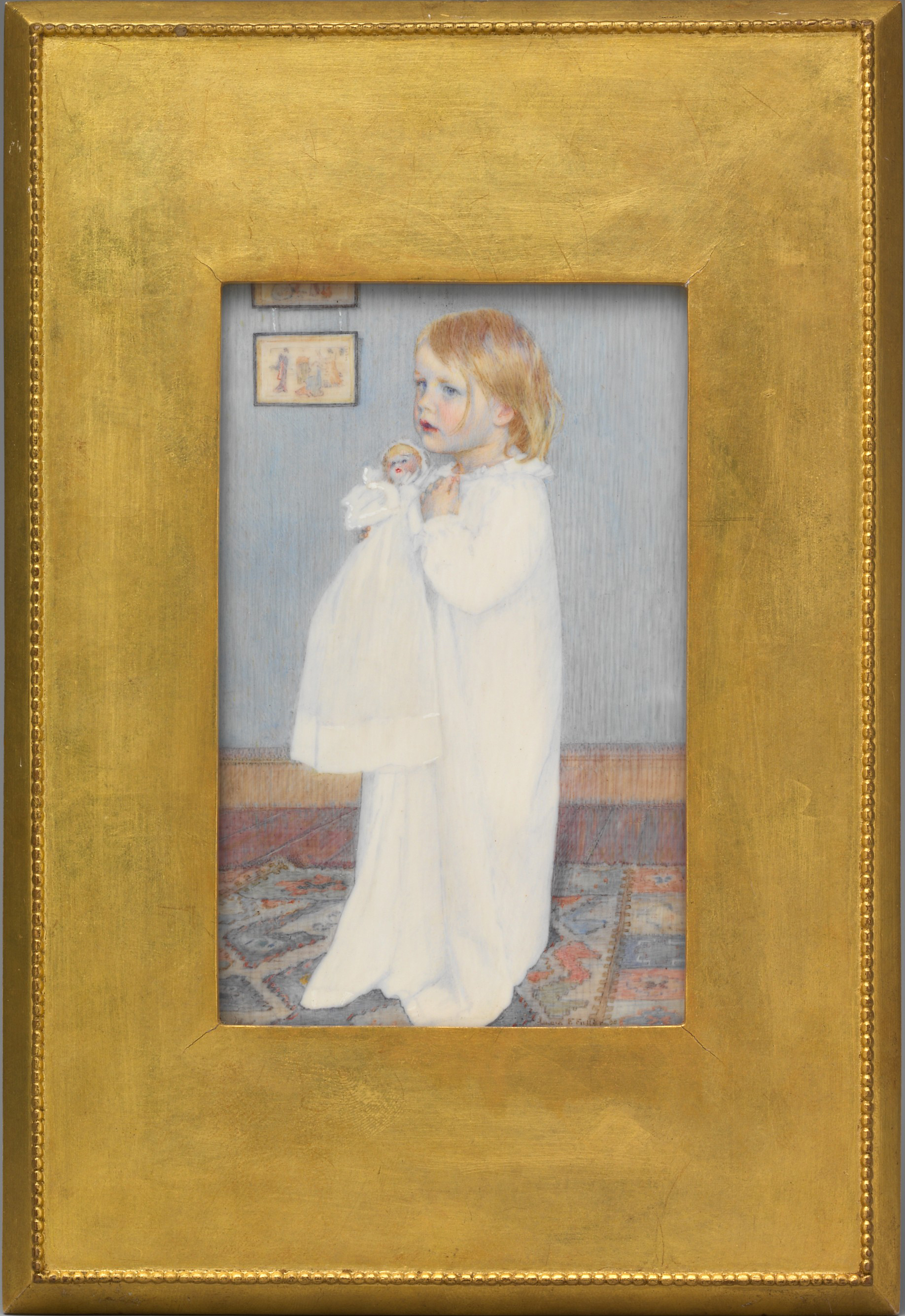
Lucia Fairchild Fuller: Clara, 1898 (Aquarell auf Elfenbein)

Ein Zentrum dieser Erneuerung war die Art Students League of New York, die als Ausbildungs- und Treffpunkt für führende Miniaturmaler diente. Zahlreiche Künstler dieser Bewegung waren dort als Schüler oder Lehrer tätig. Eine zentrale Rolle spielte Lucia Fairchild Fuller, die für ihre detailreichen Figurenminiaturen bekannt war. Sie wurde für ihre Werke auf internationalen Ausstellungen mehrfach ausgezeichnet und verband in ihren Miniaturen klassische Kompositionsansätze mit impressionistischen Elementen.
Trotz ihrer künstlerischen Anerkennung stand die Miniaturmalerei oft im Schatten großformatiger Werke. Kritiker wie Elsie Dodge Pattee wiesen darauf hin, dass die geringe Größe von Miniaturen oft ein Hindernis für ihre Anerkennung darstellte. Miniaturen erforderten eine intime Betrachtung, was im Gegensatz zur üblichen Wahrnehmung von Gemälden in Galerien stand. Außerdem wurde die Technik oft als „weibliche Kunst“ wahrgenommen, da viele der ausstellenden Miniaturisten Frauen waren. Dennoch waren einige der führenden Künstler dieser Bewegung, darunter William J. Baer, Männer.
Die fundierte künstlerische Ausbildung an der Art Students League spielte für die technische Perfektionierung der Miniaturmalerei eine entscheidende Rolle. Dozenten wie Kenyon Cox unterrichteten Anatomie, William Merritt Chase und H. Siddons Mowbray vermittelten Kompositions- und Maltechniken. Alice Beckington, Laura Coombs Hills und Lydia Field Emmet waren herausragende Künstlerinnen dieser Bewegung, die sowohl in der Miniaturmalerei als auch in anderen Kunstformen tätig waren.
Zu dieser Gruppe können die Namen der folgenden Miniaturisten hinzugefügt werden, die alle in den ersten zwanzig Jahren des zwanzigsten Jahrhunderts Kurse bei der Art Students League besuchten: Louise Willis Snead (1868 oder 1874–1958), Beatrice M. Rossire (1870–1948), May Fairchild (1872–1959), Sarah Eakin Cowan (1873–1958), Katharine A. McIntire (1876–1960), Eulabee Dix (später Becker) (1878–1961), Harriott L. King (1880–1954), Bernice Pauahi Andrews Fernow (1881–1969), Edna F. Huestis (später Simpson) (1882–1964), Marie Agnes H. Hyde (1882–1978), Elsie Motz Lowdon (1882/3–1960), Carlota Saint-Gaudens (1884–1927), Clara Louise Bell (1886–1978), Jeanne Payne (später Johnson) (1887–1958), Mary McLellan Hamilton (1891–1939) und Mary McMillan (1895–1958).

### Gesellschaften zur Förderung der Miniaturmalerei
Spezialisierte Kunstgesellschaften trugen zur Etablierung und Anerkennung der Miniaturmalerei bei. Die American Society of Miniature Painters (ASMP) wurde 1899 in New York gegründet, die Pennsylvania Society of Miniature Painters (PSMP) folgte 1901. Viele der Gründungsmitglieder hatten Verbindungen zur Art Students League. Die Gesellschaften organisierten jährliche Ausstellungen und setzten hohe Qualitätsstandards für die Miniaturmalerei.

### Entwicklung neuer Genres in der Miniaturmalerei
Während traditionelle Miniaturen häufig Brustbilder in ovalen Rahmen zeigten, erweiterten Künstler wie Lucia Fairchild Fuller das Spektrum um Figurenstudien, Akte, Landschaften und symbolistische Motive. Ihre Werke, darunter Girl Drying Her Foot und Artemidora, wurden international ausgestellt und vielfach ausgezeichnet. Die Einführung neuer Sujets wurde von den Kritikern jedoch nicht ohne Widerspruch aufgenommen, da die Miniatur von einigen nach wie vor in erster Linie als ein Medium der Porträtmalerei angesehen wurde.
Trotz ihres Erfolges bis in die 1950er Jahre geriet die Miniaturmalerei zunehmend in Vergessenheit. Die Vorliebe für moderne, abstrakte Kunstrichtungen trug zur Marginalisierung der Gattung bei. Dennoch bleibt die Miniaturmalerei ein wichtiges Kapitel der amerikanischen Kunstgeschichte, das in jüngster Zeit wiederentdeckt wird.